# 氟氧化硼
氟氧化硼是一种无机化合物，化学式为BOF。它在高温下稳定，低于1000 °C凝聚为(BOF)3，它可以以三聚体的形式在稀有气体基质中分离出来。热的BOF在冷却时会分解为B2O3和BF3。